# Marco Spanghero
Marco Spanghero (Trieste, 31 agosto 1991) è un cestista italiano.
Esordisce con la Pall. Trieste dove centra subito la promozione in B1 nel 2008-2009. Nel 2010 si trasferisce a Trento dove resta per 5 stagioni ottenendo la promozione in Legadue nel 2011-2012 e in Serie A nel 2013-2014. Vince 2 coppe Italia di Legadue, la prima con Trento nel 2013, la seconda con Derthona Basket nel 2018. Ha giocato in Serie A con le maglie di Trento nella stagione 2014-2015 (disputando 34 incontri) e di Brindisi nella stagione 2016-2017 (28 incontri). Nel 2021-2022 centra la sua quarta promozione, con Scaligera Basket Verona in Serie A.

## Palmarès
- Coppa Italia di Legadue: 2

Trento: 2013
Derthona: 2018
- Campionato italiano dilettanti: 4

Trieste: 2008-09
Trento: 2011-12, 2013-14
Verona: 2021-2022